# Catubig

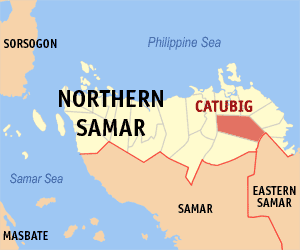
Bản đồ miền bắc Samar với vị trí của Catubig

Catubig là một đô thị hạng 4 ở tỉnh Bắc Samar, Philippines. Theo điều tra dân số năm 2000, đô thị này có dân số 26.917 người trong 5.015 hộ.

## Barangay
Catubig được chia thành 47 barangay.
| - Anongo - D. Mercader (Bongog - Bonifacio - Boring - Cagbugna - Cagmanaba - Cagogobngan - Calingnan - Canuctan - Guibwangan - Hinagonoyan - Hiparayan - Hitapi-an - Inoburan - Irawahan - Libon - Claro M. Recto (Lobedico) | - Lenoyahan - Magongon - Magtuad - Manering - Nabulo - Nagoocan - Nahulid - Opong - Osang - Osmeña - P. Rebadulla - Roxas - Sagudsuron - San Antonio - San Francisco | - San Jose (Hebobollao) - San Vicente - Santa Fe - Sulitan - Tangbo - Tungodnon - Vienna Maria - Barangay 1 (Pob.) - Barangay 2 (Pob.) - Barangay 3 (Pob.) - Barangay 4 (Pob.) - Barangay 5 (Pob.) - Barangay 6 (Pob.) - Barangay 7 (Pob.) - Barangay 8 (Pob.) |